# Lysá (Votice)
Lysá je část města Votice v okrese Benešov. Nachází se na východě Votic. V roce 2009 zde bylo evidováno 77 adres. Lysá leží v katastrálním území Votice o výměře 10,85 km².

## Historie
První písemná zmínka o vesnici pochází z roku 1407.

## Pamětihodnosti
- Výklenková kaplička

## Galerie

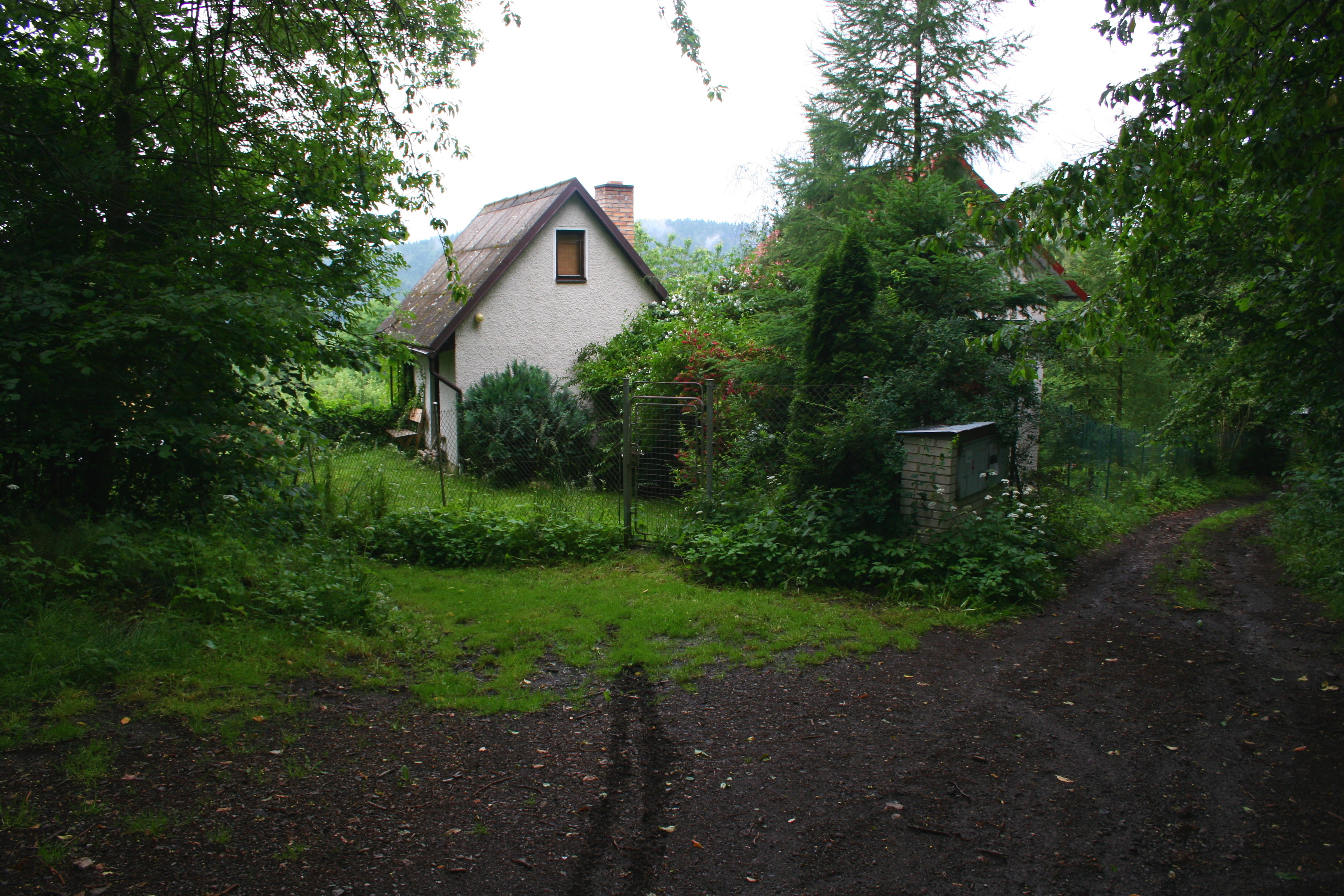
Chatky
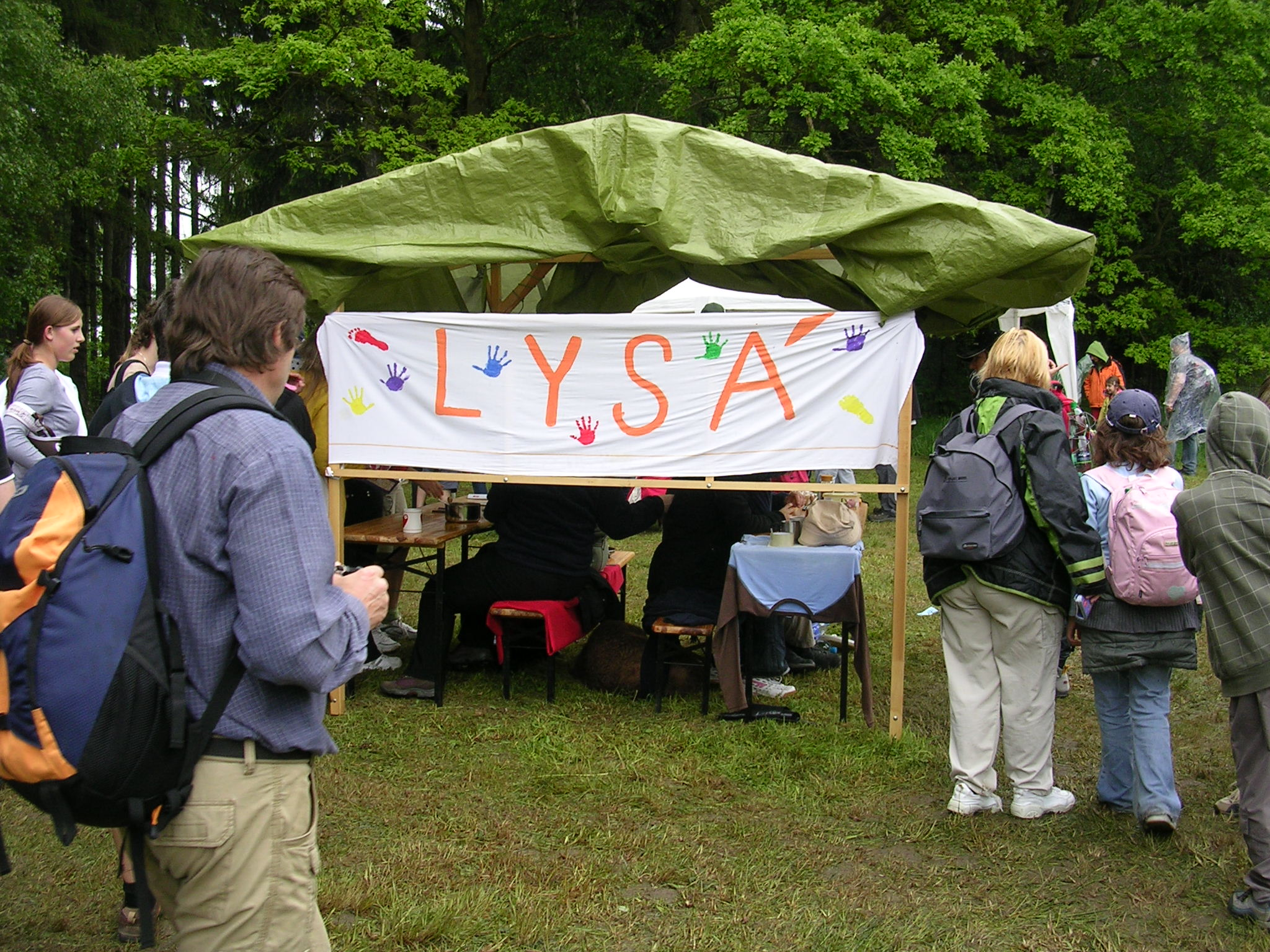
Pochod Praha-Prčice, zastavení v Lysé